# Vizcondado de Cabrera
Los vizcondes de Cabrera fueron un linaje medieval del Principado de Cataluña originalmente provenientes del castillo de Cabrera (Santa María de Corcó). En sucesivas alianzas matrimoniales con las más poderosas familias de Galicia (los Traba), Castilla (los Lara), Vizcaya (los Haro) y Aragón (los reyes de Aragón), fueron extendiendo sus dominios y acrecentando su poder político. Alcanzaron el auge de su poderío y riqueza alrededor del siglo XIII.

## Lugar de origen
El castillo de Cabrera estaba situado en las proximidades de la actual población de Santa María de Corcó, cuyo escudo de armas todavía ostenta la cabra característica del blasón de los Cabrera. La región de Collsacabra o Cabrerès, una subcomarca de la de Osona, está delimitada por: la Plana de Vich, al oeste; la sierra de Cabrera, al norte; Vall de Bas y Las Planas, al este; los pantanos de Sau y la sierra de las Guillerías, al sur. Es un altiplano de economía agrícola-ganadera atravesado por los ríos Ter y Fluviá, con un área de unos 142 km² y una altura media de unos 1100 m.

## Los dominios de los Cabrera
El primer señor documentado del castillo fue Gausfredo de Cabrera en el año 1002. Su hijo Giraldo I de Cabrera desposó a Ermessenda de Montsoriu (hija del vizconde de Gerona, Amat de Montsoriu). El hijo de ambos, Ponce I de Cabrera, unificó el vizcondado de Gerona con el señorío de Cabrera bajo el título de vizconde de Cabrera.
En el año 1335 el vizcondado de Bas pasó por herencia a los Cabrera, incorporando a sus dominios la Vall d'en Bas, Riudaura, la Garrocha. El condado de Osona, que comprendía la Plana de Vich, fue donado por el rey Pedro IV de Aragón a Bernardo III de Cabrera.
Se incorporaron luego el condado de Muòrica, el vizcondado de Áger y el condado de Urgel. Este último fue herededo de Aurembiaix, condesa de Urgel, en 1231, luego dado a los condes de Barcelona en 1314.

## Los señores de Cabrera

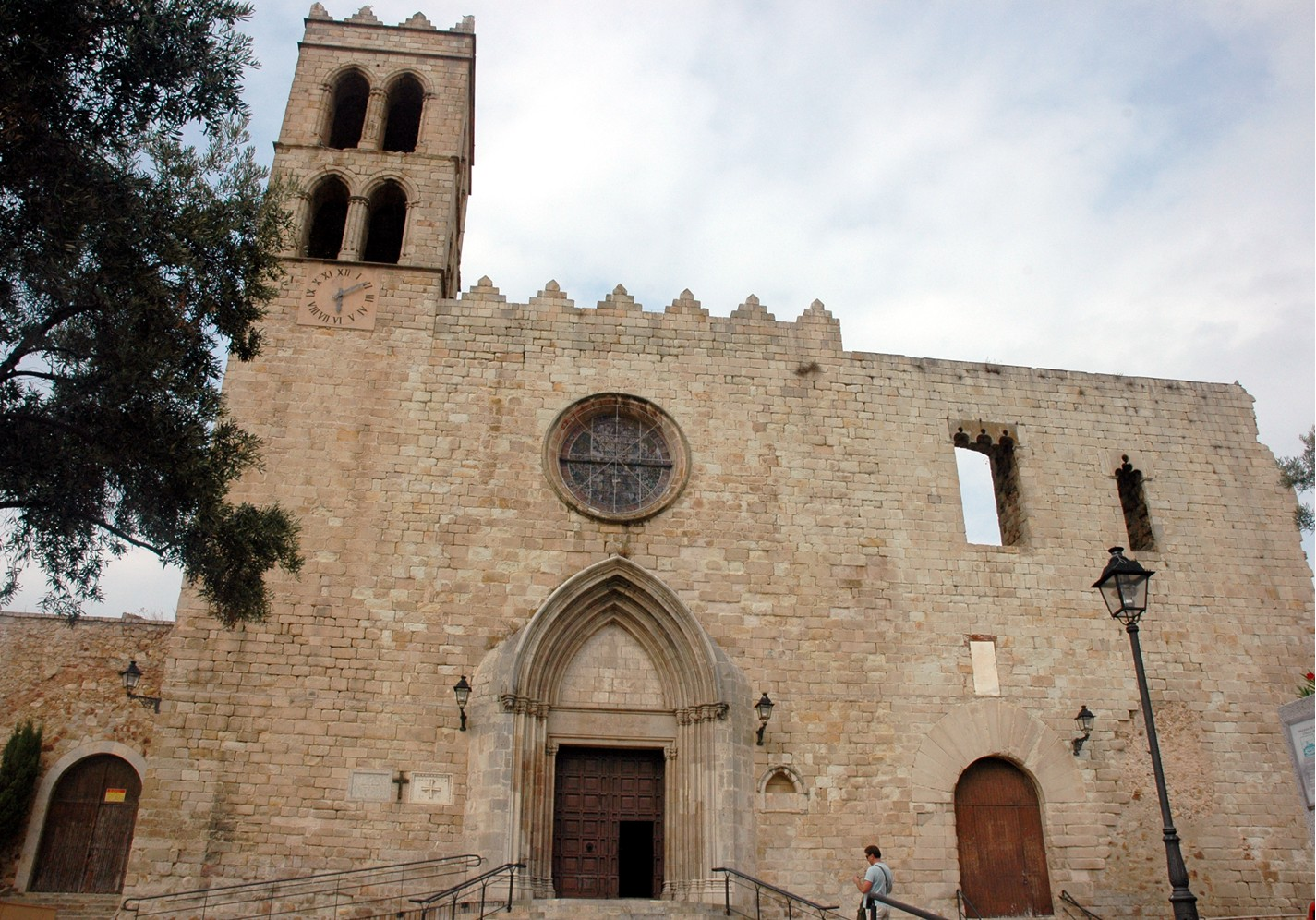
Iglesia de Santa María con los restos del Palacio de los Cabrera a la derecha.

- I señor de Cabrera (1002-1017), Gausfredo de Cabrera (m. 1017);
- II señor de Cabrera (1017-1050), Giraldo I de Cabrera (m. 1050), hijo de Gausfredo de Cabrera, señor de Cabrera. Casado con Ermesenda de Montsoriu, vizcondesa de Gerona;
- III señor de Cabrera (1050-1105), Ponce I de Cabrera, vizconde de Gerona (m. 1105), hijo de Giraldo I de Cabrera, señor de Cabrera, y Ermesenda de Montsoriu, vizcondesa de Gerona. Casado con Letgarda de Tost, hija de Arnal Mir de Tost y de Arsenda de Áger;[1]
- IV señor de Cabrera (1105-1132), Giraldo II de Cabrera, vizconde de Gerona, vizconde de Áger (m. 1132), hijo de los anteriores. Casado con Elvira y con Estefanía;[2]

## Los vizcondes de Cabrera

### Casa de Cabrera
- I vizconde de Cabrera (1145-1161), Giraldo III de Cabrera (m. c. 1161), hijo de Ponce Giraldo de Cabrera, señor de Cabrera, y de Sancha Núñez. Casado con Berenguela de Queralt;[3]
- II vizconde de Cabrera (1161-1199), Ponce III de Cabrera (1152-23 de enero de 1199), hijo de los anteriores. Casado con Marquesa, también llamada Miracle, de Urgel;[4]
- III vizconde de Cabrera (1199-1227), Giraldo IV de Cabrera (1180-1229), hijo de los anteriores. Casado con Elo Pérez de Castro;[5]
- IV vizconde de Cabrera (1229-1242), Giraldo V de Cabrera (1210-1243), hijo de los anteriores, casado con Ramona de Moncada.[6] Su padre le cedió el vizcondado en 1227.[7]
- V vizconde de Cabrera (1242-1278), Giraldo VI de Cabrera (1232-1278), hijo de los anteriores. Casado con Sancha de Santa Eugenia;[6]
- VI vizcondesa de Cabrera (1278-1328), Marquesa de Cabrera (1255-1328), hija de los anteriores, casada con Ponce V de Ampurias, XXI conde de Ampurias.[6] Le sucede el hijo de su primo hermano, Bernardo I de Cabrera, hijo de Ramón de Cabrera y Alamanda de Centelles, casado con Leonor González de Aguilar;[8][6]
- VII vizconde de Cabrera (1328-1343), Bernardo II de Cabrera (1298-26 de julio de 1364), hijo de Bernardo I de Cabrera y de Leonor González de Aguilar, casado con Timbor de Fenollet;[9]
- VIII vizconde de Cabrera (1343-1349), Ponce IV de Cabrera (1320-1349), hijo de los anteriores. Casado con Beatriz Folc de Cardona. Le sucede su padre;
- VII vizconde de Cabrera (1349-1350), Bernardo II de Cabrera (1298- 26 de julio de 1364);
- IX vizconde de Cabrera (1350-1368), Bernardo III de Cabrera (1325-1368), hijo de los anteriores. Casado con Margarita de Foix Castellbó;
- X vizconde de Cabrera (1368-1423), Bernardo IV de Cabrera (10 de agosto de 1352-1423), hijo de los anteriores. Casado con Timbor de Prades y Aragón y en segundas nupcias con Cecilia de Urgel, hija de Jaime II de Urgel;[8]
- XI vizconde de Cabrera (1423-1466), Bernardo V de Cabrera (1400-14 de mayo de 1466), hijo de los anteriores. Casado con Violante de Prades;
- XII vizconde de Cabrera (1466-1474), Juan I de Cabrera (1425-29 de mayo de 1474), hijo de los anteriores. Casado con Juana de Devese;
- XIII vizconde de Cabrera (1474-1477), Juan II de Cabrera (1460-1 de noviembre de 1477), hijo de los anteriores. Casado con Ana de Moncada y Cardona. Le sucede su hermana;
- XIV vizcondesa de Cabrera (1477-1526), Ana I de Cabrera (1466-1526), hermana del anterior. Casada con Fadrique Enríquez de Velasco, IV almirante de Castilla. Le sucede su sobrina;
- XV vizcondesa de Cabrera (1526-1565), Ana II de Cabrera y Moncada (1508-28 de mayo de 1565), sobrina de la anterior. Casada con Luis Enríquez y Girón, II duque de Medina de Rioseco;

### Casa de Enríquez
- XVI vizconde de Cabrera (1565-1572),  Luis Enríquez de Cabrera (1567-1596), VII almirante de Castilla, III duque de Medina de Rioseco y VI conde de Melgar, hijo de los anteriores;

### Casa de Moncada
- XVII vizconde de Cabrera (1572-1594): Francisco de Moncada y Cardona, lo compra al anterior;
- XVIII vizconde de Cabrera (1594-1626): Gastón de Moncada y Gralla, hijo de los anteriores;
- XIX vizconde de Cabrera (1626-1635): Francisco de Moncada y Moncada, hijo de los anteriores;
- XX vizconde de Cabrera (1635-1670): Guillén Ramón de Moncada y Castro, hijo de los anteriores;
- XXI vizconde de Cabrera (1670-1674): Miguel Francisco de Moncada y Silva, hijo de los anteriores;
- XXII vizconde de Cabrera (1674-1727): Guillén Ramón de Moncada y Portocarrero, hijo de los anteriores;
- XXIII vizcondesa de Cabrera (1727-1756): María Teresa de Moncada y Benavides, hija de los anteriores;

### Casa de Córdoba
- XXIV vizconde de Cabrera (1756-1789): Pedro de Alcántara Fernández de Córdoba y Moncada, hijo de los anteriores;
- XXV vizconde de Cabrera (1789-1806): Luis María Fernández de Córdoba y Gonzaga, hijo de los anteriores;
- XXVI vizconde de Cabrera (1806-1840): Luis Joaquín Fernández de Córdoba y Benavides, hijo de los anteriores;
- XXVII vizconde de Cabrera (1840-1873): Luis Tomás Fernández de Córdoba y Ponce de León, hijo de los anteriores;
- XXVIII vizconde de Cabrera (1873-1879): Luis Fernández de Córdoba y Pérez de Barradas, hijo de los anteriores;
- XXIX vizconde de Cabrera (1880-1956): Luis Jesús Fernández de Córdoba y Salabert, hijo de los anteriores;
- XXX vizcondesa de Cabrera (1956-2013): Victoria Eugenia Fernández de Córdoba y Fernández de Henestrosa, hija de los anteriores.
- XXXI vizcondesa de Cabrera (2018): Victoria Elisabeth de Hohenlohe-Langenburg y Schmidt-Polex, bisnieta de los anteriores.